# 伊藤知剛
伊藤 知剛（いとう ともたか、1887年（明治20年）4月17日 - 1946年（昭和21年）7月25日）は、大日本帝国陸軍軍人。最終階級は陸軍中将。

## 経歴
1887年（明治20年）に京都府で生まれた。陸軍士官学校第19期、陸軍大学校第32期卒業。1931年（昭和6年）に陸軍歩兵大佐に進級し、久留米連隊区司令官に就任した。1933年（昭和8年）に歩兵第24連隊長、1934年（昭和9年）に第16師団参謀長を歴任。
1936年（昭和11年）に陸軍少将に進級し、歩兵第7旅団長に着任、1938年（昭和13年）に豊橋陸軍教導学校長に転じた。1939年（昭和14年）3月9日に陸軍中将に進級し、8月1日に留守第8師団長を経て、1940年（昭和15年）8月1日に新設された第57師団長に親補された。1941年（昭和16年）10月15日に参謀本部附、12月2日に予備役に編入された。1945年（昭和20年）3月20日に召集され陸軍兵器行政本部附となり、4月1日に弘前師管区司令官に親補された。

## 栄典
勲章等
- 1939年（昭和14年）4月13日  - 勲二等瑞宝章[5]
- 1940年（昭和15年）8月15日 - 紀元二千六百年祝典記念章[6]